# 今井健彦

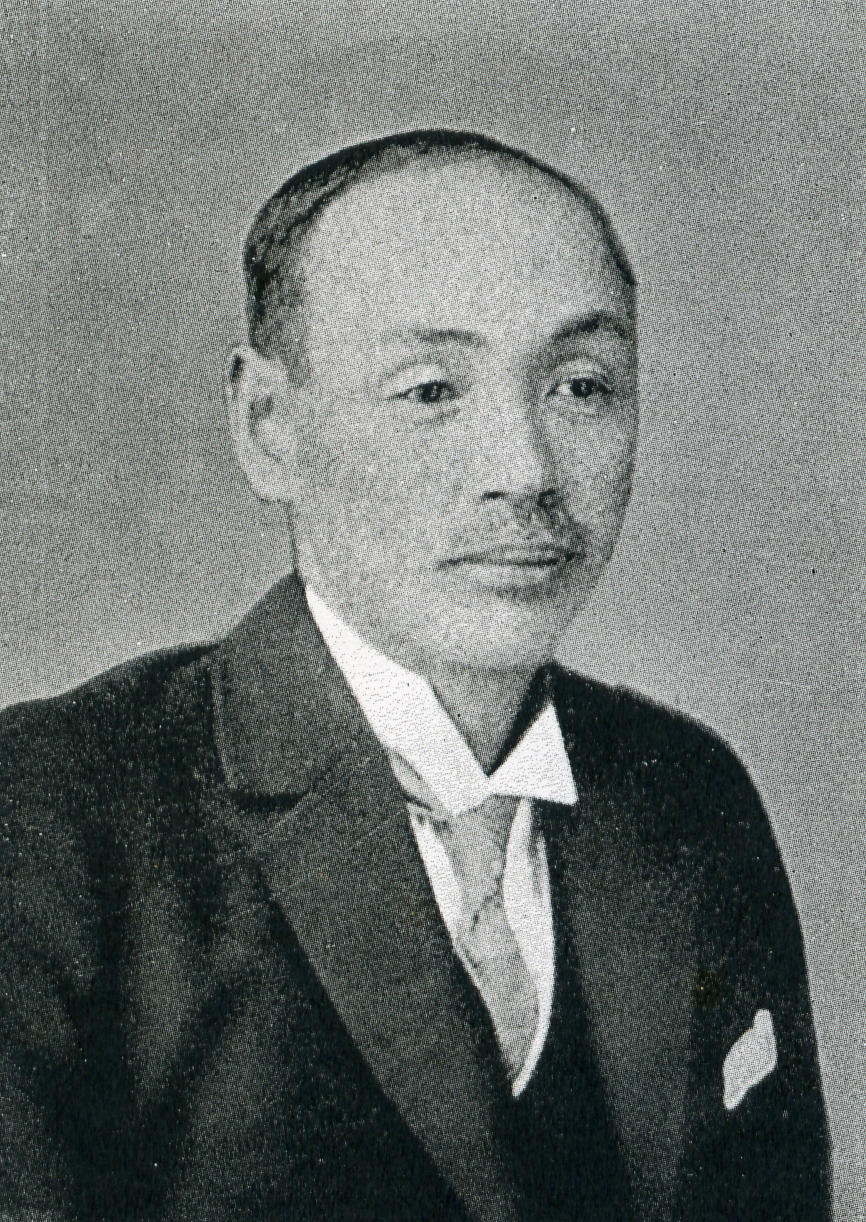
今井健彦

今井 健彦（いまい たけひこ、1883年（明治16年）7月22日 - 1966年（昭和41年）1月20日）は、日本の衆議院議員（立憲政友会）、文部政務次官、商工政務次官、農林参与官。ジャーナリスト。歌人の今井邦子は妻。坂本龍馬暗殺の犯人とされる今井信郎の三男。

## 経歴
静岡県榛原郡初倉村（現在の島田市）に村長今井信郎の三男として生まれる。『中央新聞』『中外商業新報』記者を経て、福井日報社社長となった。
1924年（大正13年）、第15回衆議院議員総選挙に出馬し、当選。第21回衆議院議員総選挙まで7回連続当選を果たした。その間、犬養内閣で農林参与官を、平沼内閣で商工政務次官を、小磯内閣で文部政務次官を務めた。
戦後、大政翼賛会の推薦議員のため公職追放となった。
その他、東京毎日新聞社社長を務めた。